# نامه تولد
نامه تولد (انگلیسی: Birthday Letter; کره‌ای: 생일편지) یک مجموعه تلویزیونی کره جنوبی سال ۲۰۱۹ با بازی سونگ گون هی، جو سو-مین، گو گون هان و کیم یی کیونگ است. این مجموعه در ۱۱–۱۲ سپتامبر ۲۰۱۹، روزهای چهارشنبه و پنجشنبه ساعت ۲۱:۵۵ تا ۲۳:۱۰ (کی‌اس‌تی) از کی‌بی‌اس۲ برای ۴ قسمت پخش شد.

## بازیگران
- سونگ گون هی در نقش کیم مو گیل[۷][۸]
- جو سو-مین در نقش یو ایل ئه[۷][۹]
- گو گون هان در نقش جو هام دوک[۱۰][۱۱]
- کیم یی کیونگ در نقش جو یونگ گوم[۱۱][۱۲]
- کیم هی جونگ در نقش مادر مو گیل و مو جین[۱۱][۱۳]
- هونگ سوک وو در نقش کیم مو جین[۱۴] برادر مو گیل
- اوه مان سوک در نقش پدر هام دوک و یونگ گوم[۱۵]
- هام سونگ مین در نقش جو گوم که[۱۶][۱۷]